# Lista de governadoras dos Estados Unidos
- 1
- 2
- 3
- 4 ou mais

Mapa dos Atuais Governadores por Gênero

Estados que já tiveram mulheres como Governadoras

A partir de fevereiro de 2015, trinta e nove mulheres serviram ou estão servindo como governador de um estado dos EUA (incluindo governadores do território americano de  Porto Rico  e das  prefeitas do Distrito de Columbia. Atualmente, seis mulheres estão servindo como governadores dos estados dos EUA, juntamente com a prefeita do Distrito de Columbia.

## História
A primeira mulher a atuar como governador era Carolyn B. Shelton , que serviu como " governadora em exercício " do Oregon para um fim de semana - 9 horas  da manhã de sábado , 27 de fevereiro de até as 22 horas. Na segunda-feira , 1 de Março de 1909. O governador,  George Earle Chamberlain , tinha sido eleito para o Senado e teve que ir para Washington, DC, antes de seu mandato acabar, e o  vice governador,  Frank W. Benson , tinha ficado doente e não poderia assumir o cargo mais cedo. Chamberlain deixou Shelton, sua " Chefe de Gabinete", responsável pelo fim de semana. Ironicamente isso ocorreu três anos e meio antes das mulheres poderem votar no Oregon. Chamberlain e Shelton casaram 17 anos depois.

A primeira governadora interina encarregadas de direitos substanciais no exercício do mandato era Soledad Chávez de Chacón, que ocupou o cargo de Governadora do  Novo México  por 2 semanas em 1924 , enquanto o governador  James F. Hinkle  participou da Convenção Democrata em Nova York. Vice-governador Jose A. Baca morreu inesperadamente em maio, de modo Chacón , o secretário de Estado , ocupou a posição. Chacón disse acreditar que ela em 1924, foi a primeira vez em que os EUA uma mulher tinha sido chamado a assumir as responsabilidades de governador.
A primeira mulher a assumir o cargo de governador por meio de uma eleição foi Nellie Tayloe Ross de Wyoming, que foi eleita em 4 de novembro de 1924, e empossado em 05 de janeiro de 1925.   Wyoming foi o primeiro estado para fornecer o sufrágio feminino. Eleita em 3 de Novembro de 1924 e empossada em 20 de janeiro de 1925, foi  Miriam A. Ferguson  do  Texas  , cujo marido , o ex-governador  James Edward Ferguson  , tinha ocupado anteriormente o cargo, mas foi cassado e removido do cargo em 1917. A primeira mulher governadora eleita sem ser a esposa ou viúva de um ex-governador de estado foi  Ella T. Grasso  de  Connecticut  , eleita em 1974 e empossada em 08 de janeiro de 1975.

## Demografia
Connecticut e Arizona são os únicos dois estados que elegeram governadoras de ambos os principais partidos. New Hampshire também teve governadoras de ambos os partidos, mas Republicano Vesta M. Roy só serviu na em execício por um tempo curto. Arizona foi o primeiro estado onde uma mulher seguiu outra mulher como governador (que eram de diferentes partidos). Arizona também teve quatro governadores sexo feminino, e é o primeiro estado a ter três mulheres em seguida servindo como governador.
Em duas ocasiões diferentes, um recorde de nove em cada 50 governos estaduais eram ocupados por mulheres: na primeira lugar, entre 04 de dezembro de 2006, quando Sarah Palin foi eleita como a primeira governadora do Alaska, e 14 de Janeiro de 2008, quando Kathleen Blanco deixou o cargo de governador de Louisiana e, na segunda vez, entre 10 janeiro de 2009, quando Beverly Perdue foi empossada como governadora de Carolina do Norte, e 20 de janeiro de 2009, quando Ruth Ann Minner se aposentou como governadora de Delaware. Em Porto Rico e no Distrito de Columbia, embora não sejam estados, também tiveram altos executivos do sexo feminino: Governadora Sila María Calderón e Prefeitas Sharon Pratt Kelly e Muriel Bowser, respectivamente.
Um total de 23 estados nunca teve um governador feminino. Esses estados são: Arkansas, Califórnia, Colorado, Florida, Geórgia, Idaho, Illinois, Indiana, Iowa, Maine, Maryland, Minnesota, Mississippi, Missouri, Nevada, Nova Iorque, Dakota do Norte, Pensilvânia, Dakota do Sul, Tennessee, Virginia, West Virginia e Wisconsin. 9 de grandes partes desses estados - Geórgia, Idaho, Minnesota, Mississipi, Nova York, Ohio, Dakota do Sul, Tennessee e Utah - nunca nomeada uma candidata para as eleições para governador, apesar de Minnesota elegeu uma vice-governadora ao escritório desde 1982 que se mantem no cargo atualmente.

## Lista de Governadoras

### No Cargo
| Imagem | Nome            | Estado         | Desde | Até      | Parido              | Notas |
| ------ | --------------- | -------------- | ----- | -------- | ------------------- | --- |
|        | Gina Raimondo   | Rhode Island   | 2015  | No Cargo | Partido Democrata   | Primeira Governadora de Rode Island                                                                                     |
|        | Kate Brown      | Oregon         | 2015  | No Cargo | Partido Democrata   | Secretária de Estado, assumiu quando o governador John Kitzhaber renúnciou. Primeira Governadora abertamente bissexual. |
|        | Maggie Hassan   | New Hampshire  | 2013  | No Cargo | Partido Democrata   | Segunda Governadora eleita de New Hampshire                                                                             |
|        | Mary Fallin     | Oklahoma       | 2011  | No Cargo | Partido Republicano | Primeira governadora do Oklahoma. Primeira Vice-Governadora eleita do Oklahoma.                                         |
|        | Nikki Haley     | South Carolina | 2011  | No Cargo | Partido Republicano | Primeira Governadora da Carolina do Sul. Primeira Governadora descendente de Indígenas do País.                         |
|        | Susana Martinez | New Mexico     | 2011  | No Cargo | Partido Republicano | Primeira Governadora do Novo México. Primeira Governadora Latina fora de Porto Rico.                                    |

### Ex-Governadoras
| Imagem | Nome                   | Estado         | Desde     | Até       | Partido             | Notas                                                                           |  |
| ------ | ---------------------- | -------------- | --------- | --------- | ------------------- | ------------------------------------------------------------------------------- |  |
|        | Nellie Tayloe Ross     | Wyoming        | 1925      | 1927      | Partido Democrata   | Derrotada na Reeleição                                                          |  |
|        | Miriam A. Ferguson     | Texas          | 1925 1933 | 1927 1935 | Partido Democrata   | Aposentada                                                                      |  |
|        | Lurleen Wallace        | Alabama        | 1967      | 1968      | Partido Democrata   | Morreu no Cargo                                                                 |  |
|        | Ella T. Grasso         | Connecticut    | 1975      | 1980      | Partido Democrata   | Renúnciou                                                                       |  |
|        | Dixy Lee Ray           | Washington     | 1977      | 1981      | Partigo Democrata   | Perdeu a nomeação do partido para Reeleição                                     |  |
|        | Vesta M. Roy           | New Hampshire  | 1982      | 1983      | Partido Republicano | Aposentou-se                                                                    |  |
|        | Martha Layne Collins   | Kentucky       | 1983      | 1987      | Partido Democrata   | Aposentou-se                                                                    |  |
|        | Madeleine M. Kunin     | Vermont        | 1985      | 1991      | Partido Democrata   | Aposentou-se                                                                    |  |
|        | Kay A. Orr             | Nebraska       | 1987      | 1991      | Partigo Republicano | Derrotada na Reeleição.                                                         |  |
|        | Rose Perica Mofford    | Arizona        | 1988      | 1991      | Partido Democrata   | Aposentou-se                                                                    |  |
|        | Joan Finney            | Kansas         | 1991      | 1995      | Partido Democrata   | Aposentou-se                                                                    |  |
|        | Ann Richards           | Texas          | 1991      | 1995      | Partido Democrata   | Derrotada por George W. Bush                                                    |  |
|        | Barbara Roberts        | Oregon         | 1991      | 1995      | Partido Democrata   | Aposentou-se                                                                    |  |
|        | Christine Todd Whitman | New Jersey     | 1994      | 2001      | Partido Republicano | Aposentou-se                                                                    |  |
|        | Jane Dee Hull          | Arizona        | 1997      | 2003      | Partido Republicano | Aposentou-se                                                                    |  |
|        | Jeanne Shaheen         | New Hampshire  | 1997      | 2003      | Partido Democrata   | Aposentou-se                                                                    |  |
|        | Nancy P. Hollister     | Ohio           | 1998      | 1999      | Partido Democrata   | Aposentou-se                                                                    |  |
|        | Jane Swift             | Massachusetts  | 2001      | 2003      | Partido Republicano | Aposentou-se                                                                    |  |
|        | Judy Martz             | Montana        | 2001      | 2005      | Partido Republicano | Aposentou-se                                                                    |  |
|        | Ruth Ann Minner        | Delaware       | 2001      | 2009      | Partido Democrata   | Aposentou-se                                                                    |  |
|        | Linda Lingle           | Hawaii         | 2002      | 2010      | Partido Republicano | Aposentou-se                                                                    |  |
|        | Olene Walker           | Utah           | 2003      | 2005      | Partido Republicano | Perdeu a nomeação do partido para Reeleição.                                    |  |
|        | Jennifer Granholm      | Michigan       | 2003      | 2011      | Partido Democrata   | Aposentou-se                                                                    |  |
|        | Janet Napolitano       | Arizona        | 2003      | 2009      | Partido Democrata   | Renúnciou para se tornar Secretária de Segurança Nacional                       |  |
|        | Kathleen Sebelius      | Kansas         | 2003      | 2009      | Partido Democrata   | Renúnciou para se tornar Secretária da Saúde e Direitos Humanos                 |  |
|        | Kathleen Blanco        | Louisiana      | 2004      | 2008      | Partido Democrata   | Aposentou-se                                                                    |  |
|        | M. Jodi Rell           | Connecticut    | 2004      | 2011      | Partido Republicano | Aposentou-se                                                                    |  |
|        | Christine Gregoire     | Washington     | 2005      | 2013      | Partido Democrata   | Aposentou-se                                                                    |  |
|        | Sarah Palin            | Alaska         | 2006      | 2009      | Partido Republicano | Renúnciou. Primeira Mulher candidata a vice presidente pelo partido republicano |  |
|        | Beverly Perdue         | North Carolina | 2009      | 2013      | Partido Democrata   | Aposentou-se                                                                    |  |
|        | Jan Brewer             | Arizona        | 2009      | 2015      | Partido Republicano | Aposentou-se                                                                    |  |

## Territórios e Distrito de Columbia

### No Cargo
| Imagem | Nome                     | Jurisdição           | Desde | Até      | Partido           | Notas                                       |
| ------ | ------------------------ | -------------------- | ----- | -------- | ----------------- | ------------------------------------------- |
|        | Muriel Bowser (Prefeita) | District of Columbia | 2015  | No Cargo | Partido Democrata | Segunda Mulher Prefeita de Washington, D.C. |

### Fora do Cargo
| Imagem | Nome                          | Jurisdição           | Desde | Até  | Partido                   | Notas                                |
| ------ | ----------------------------- | -------------------- | ----- | ---- | ------------------------- | ------------------------------------ |
|        | Sharon Pratt Kelly (Prefeita) | District of Columbia | 1991  | 1995 | Partido Democrata         | Primeira Prefeita de Washington D.C. |
|        | Sila María Calderón           | Puerto Rico          | 2001  | 2005 | Partigo Popular Democrata | Primeia Governora de Porto Rico.     |

## Linha do Tempo das Governoras
Azul para representar as Democartas e Vermelho para representar as Republicanas.